# Mantorville, Minnesota
Mantorville là một thành phố thuộc quận Dodge, tiểu bang Minnesota, Hoa Kỳ. Năm 2010, dân số của thành phố này là 1197 người.

## Dân số
- Dân số năm 2000: 1054 người.
- Dân số năm 2010: 1197 người.